# Typha subulata
Typha subulata  là một loài thực vật có hoa trong họ Typhaceae. Loài này được Crespo & Pérez-Mor. miêu tả khoa học đầu tiên năm 1967.